# BMW Z8
BMW Z8 je luksuzni roadster koji je zamišljen kao moderni BMW 507. Koristio je mjenjač i motor iz E39 M5 modela. Ubrzanje do 100 km/h je trajalo 4,7 sekundi a maksimalna brzina je 250 km/h s limitatorom, bez njega Z8 može ubrzati do 300 km/h. 
Za 2003. godinu Z8 se mogao kupiti samo kao Alpina. Pokretana je V8 4,8 L 375 ks motorom i 5 automatskim mjenjačem. Maksimalna brzina je 260 km/h.